# Hochkönig Straße
Die Hochkönig Straße (B 164) ist eine Landesstraße in den österreichischen Bundesländern Salzburg und Tirol (dort in der Schreibung Hochkönigstraße). Sie hat eine Länge von 75 km, führt vom Stadtgebiet von Bischofshofen über Saalfelden nach St. Johann in Tirol und überwindet dabei mit dem Dientner Sattel, dem Filzensattel und dem Grießenpass drei Höhenlagen.

## Verlauf
Die Hochkönigstraße hat eine Länge von 75 km, wobei der erste Abschnitt eine relativ unbedeutende Bergstraße ist, der zweite aber die wichtigste innerösterreichische West-Ost-Verbindung:
- Beginnend in Bischofshofen im Tal der Salzach führt[2] sie zunächst zwischen Hochkönig und Dientener Bergen entlang auf den Dientner Sattel (1342 m ü. A.) und weiter hinab ins Tal der Saalach nach Saalfelden am Steinernen Meer.
- Jenseits der Saalach führt die Straße im Leoganger Tal zwischen Leoganger Steinbergen und Loferer Steinbergen im Norden sowie den Kitzbüheler Alpen im Süden über Leogang hinauf zum Grießenpass (975 m ü. A.), und über Fieberbrunn wieder hinab ins Leukental nach St. Johann in Tirol.

Auf dem letzten Abschnitt führt die Straße parallel zur Salzburg-Tiroler-Bahn.
Die Hochkönig Straße ist im Sommer bei Motorradfahrern sehr beliebt. Hier sind besonders der kurvige Streckenverlauf von Bischofshofen nach Mühlbach und die beiden Passhöhen Dientner Sattel und Filzensattel von Bedeutung.

## Geschichte
Seit 1948 galten drei Teilstrecken der heutigen Hochkönig Straße im Bundesland Salzburg als Landesstraßen II. Ordnung:
- Die 9,6 km lange Mühlbacher Straße zwischen Bischofshofen und Mühlbach
- Die 5,7 km lange Almer Straße zwischen Alm und Saalfelden
- Die 7,1 km lange Leoganger Straße zwischen Saalfelden und Leogang

Mit Wirkung vom 1. Juli 1962 wurden die beiden letztgenannten Straßenzüge verlängert:
- Die Almer Straße wurde um 8,2 km bis Hinterthal verlängert.
- Die Leoganger Straße wurde um 11,0 km bis zur Tiroler Landesgrenze am Grießenpass verlängert.

Der mittlere Streckenabschnitt zwischen Mühlbach und Hinterthal wurde durch das Landesgesetz vom 11. April 1962 zur Konkurrenzstraße erklärt. In der österreichischen Rechtssprache bezeichnet Konkurrenz die gemeinsame Finanzierung eines Projektes durch verschiedene Institutionen, von denen jede einen gesetzlich festgelegten Prozentsatz der Instandhaltungskosten übernimmt. In diesem Fall übernahm
- das Land Salzburg 65,00 %
- die Gemeinde Alm 8,00 %
- die Gemeinde Bischofshofen 2,25 %
- die Gemeinde Dienten am Hochkönig 8,00 %
- die Gemeinde Mühlbach am Hochkönig 8,00 %
- die Gemeinde Saalfelden 3,75 %
- die Österreichischen Bundesforste 5,00 %[5]

Auf Tiroler Seite wurde die Fieberbrunner Straße von Sankt Johann bis zur Landesgrenze durch das Tiroler Straßengesetz vom 28. September 1950 zur Landesstraße I. Ordnung erklärt und als L 1 bezeichnet.
Die Hochkönig Straße gehört seit dem 1. Jänner 1973 zum Netz der Bundesstraßen in Österreich.

## Verkehrsbeschränkungen
Folgende Beschränkung gilt auf Hochkönigstraße:
B 164 Hochkönigstraße ab km 56,251 (Gemeinde Hochfilzen) bis km 75,76 (St. Johann in Tirol) in beiden Richtungen für LKW über 7,5 t höchstzulässiges Gesamtgewicht, ausgenommen Abschleppdienst, Pannenhilfe, Bundesheer und LKW, die in den folgenden Gemeinden be- oder entladen werden, oder ihre Quelle oder ihr Ziel in den genannten Gemeinden haben: St. Johann in Tirol und Fieberbrunn in Tirol, Hochfilzen und Leogang im Bundesland Salzburg.

## Galerie

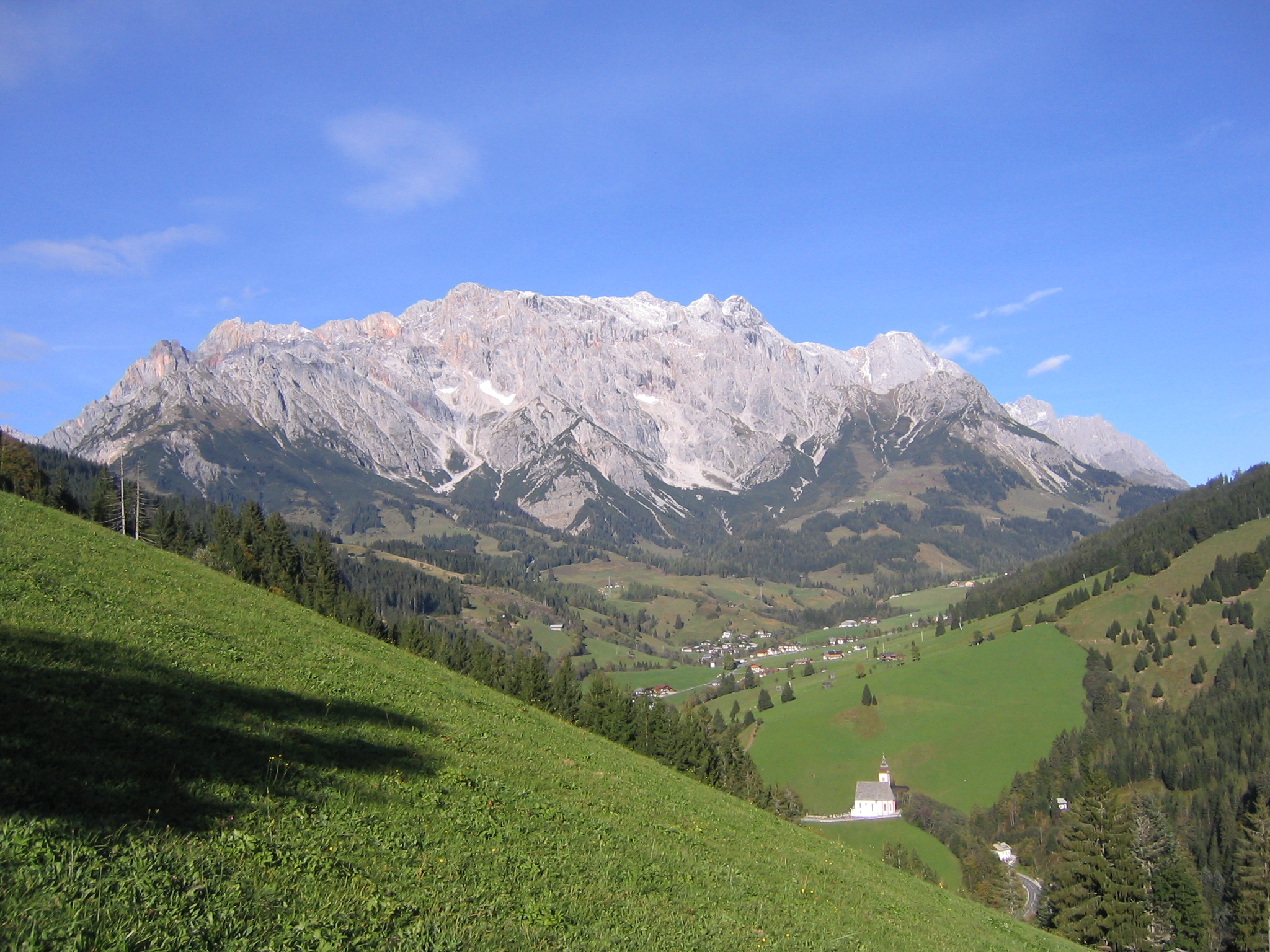
Hochkönig mit Dientner Tal, in dem die Hochkönig Straße verläuft
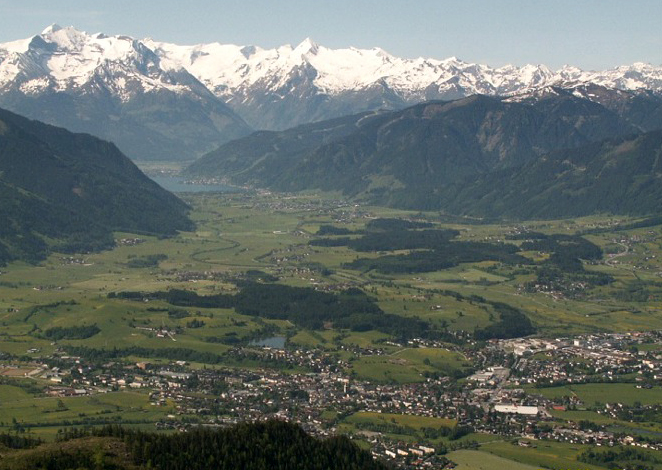
Saalfelden am Steinernen Meer, von Nordosten betrachtet
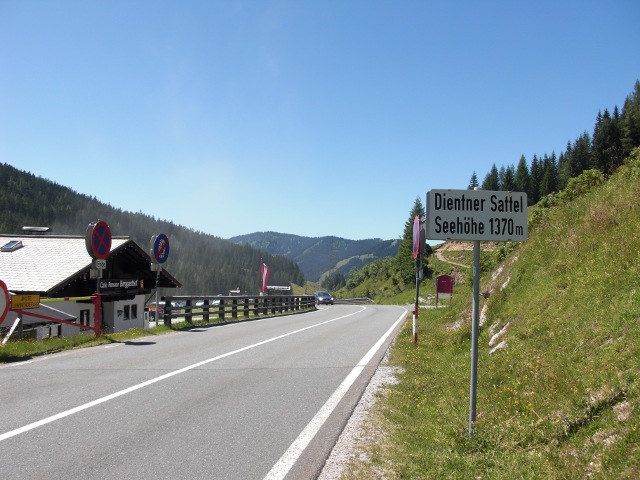
Dientner Sattel
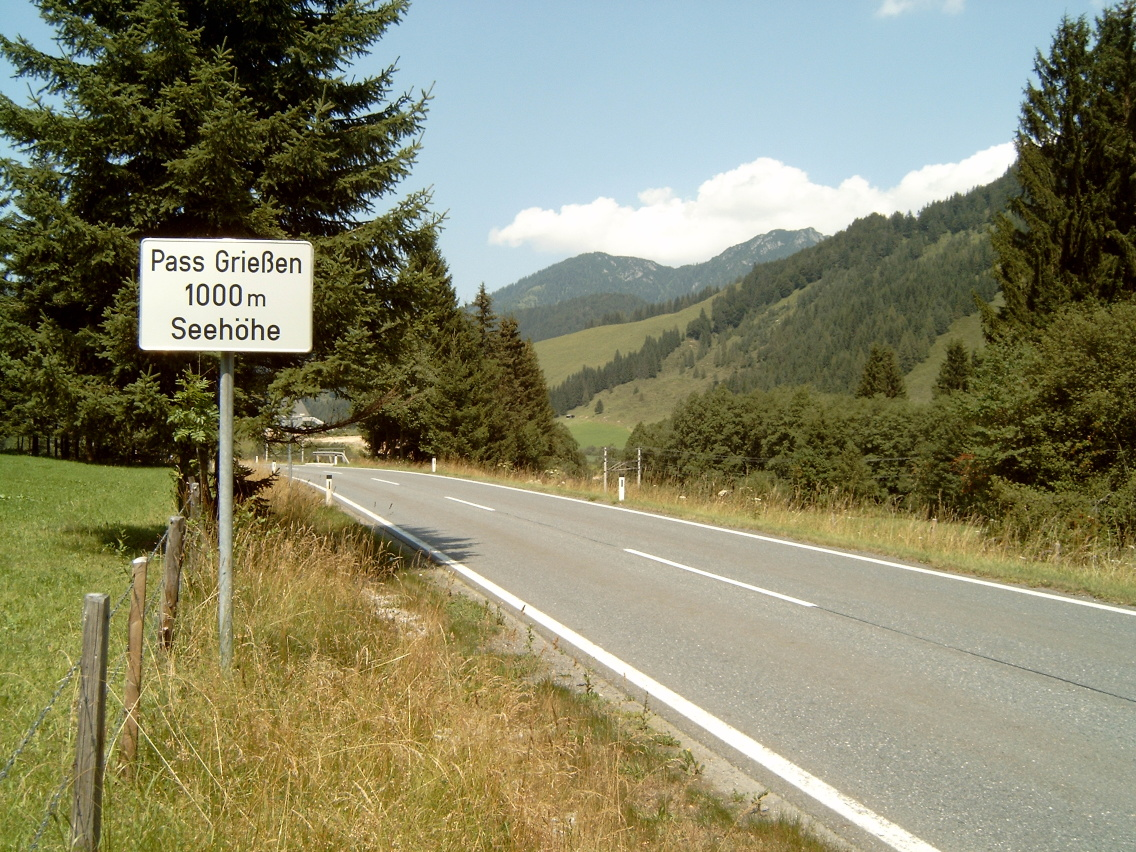
Pass Grießen